# Морачево (Смоленская область)
Морачево — деревня в Монастырщинском районе Смоленской области России. Входит в состав Барсуковского сельского поселения. Население — 2 жителя (2007 год). 
Расположена в западной части области в 18 км к северо-востоку от Монастырщины, в 18 км западнее автодороги А141 Орёл — Витебск, на берегу реки Полна. В 25 км юго-восточнее деревни расположена железнодорожная станция Грудинино на линии Смоленск — Рославль. 

## История
В годы Великой Отечественной войны деревня была оккупирована гитлеровскими войсками в июле 1941 года, освобождена в сентябре 1943 года.